# 初音ミク
初音ミク（はつねミク、Hatsune Miku）は、クリプトン・フューチャー・メディアが発売しているバーチャルシンガーソフトウェア及びそのキャラクター。「電子の歌姫」とも呼ばれる。「初音ミク現象」によって「ボカロ」と呼ばれる文化・ジャンルを築き、21世紀の音楽シーンに変革（音楽革命）をもたらした。インターネット発の文化を大きく変化させたと言われており、日本史の教材で「現代のIT技術が生み出した新たな文化の象徴的存在」と位置づけられている。

## 概要
クリプトン社のバーチャルシンガー。「ピアプロキャラクターズ」に属する。
最初の製品は2007年8月31日にキャラクター・ボーカル・シリーズ第1弾として発売され、発売直後から想定以上の大ヒットを記録。音声合成の枠を超えた様々な分野のクリエイターが創作シーンに参加し、「初音ミク現象」とも呼ばれる一大ムーブメントを起こした。この現象は「時代の転機」とも言われるほどカルチャーや価値観に変化をもたらした（→#初音ミク現象・影響）。
キャラクターの人気も高く、バーチャルシンガーとして国際的に活動し、海外でも広く知れ渡っている（→#海外展開・世界での活動）。
舞台芸術、デジタルコンテンツ、模型、モータースポーツ、アパレル、雑貨、書籍、広告ほか多種多様な公式のメディアミックスが行われ、2021年には初音ミク史上初となるオリジナルアニメ/漫画のシリーズも制作中であることが海外メディアによる取材で判明している（→初音ミクのメディア展開）。
SNS公式アカウントの登録者数はYoutubeが390万人、weiboが376万人、bilibiliが364万人にのぼる（2025年8月時点）。また、ミクが歌うもしくはミクを題材とした曲は2012年時点で10万曲以上が存在する。
ミクはクリエイターの創作物（UGC）が形作る「消費者生成メディア（CGM）」によって成立しており、権利元のクリプトンが発行したライセンスに沿う形での非営利・無償の二次創作が容認されている（→ピアプロキャラクターズ#キャラクターの利用）。
クリプトンはミクの商業展開を「クリエイターの創作活動の場」となる様に調整しており、ユーザーの作った楽曲やデザイン（コスチューム）の公募を行ったり、関連商品にネットでの流行を取り入れている。

## バーチャルシンガーソフトウェア
初音ミクの音声合成ソフトは下記のように大別することができる（2025年時点）。
- 他社製エンジンのソフト：VOCALOID[11]
- クリプトン内製エンジンのソフト： NT[24][25]

企画開発はクリプトン社の佐々木渉（wat）。佐々木はクリプトン社の音声合成プロジェクトの企画責任者で、「初音ミクの生みの親」とも呼ばれる。
CV・サンプリング元は声優の藤田咲。
VOCALOID2 初音ミク
VOCALOID2エンジン対応ソフト。2007年8月31日に発売。得意な曲のジャンルやテンポや音域も設定されているが（#公式設定を参照）、あくまで目安のため実際には非常に広い範囲で歌える。VOCALOID2製品の中でも扱いが容易となっている。
初音ミク・アペンド
2010年4月30日に発売されたV2版初音ミクの拡張音源。それぞれ表情付けの異なる追加音声「Sweet」「Dark」「Soft」「Light」「Vivid」「Solid」の6つのライブラリが提供されている（使用にはV2版ミクがインストールされている必要がある）。
初音ミク V3 / V3E
VOCALOID3対応ソフト。まず2013年8月31日に英語用音源『初音ミクV3 English』がDL限定で発売され、同年9月26日には日本語用音源5種類を収録した『初音ミク V3』及び英語版が付属したバンドル版も発売された。どれもクリプトン製ボーカルエディタ『Piapro Studio』が付属。初音ミクの原点である「ORIGINAL」と、『アペンド』から「SWEET」「DARK」「SOFT」「SOLID」の4種類の計5種類の音源を収録している。
藤田は英語が得意ではない為、クリプトンに在籍するネイティブのドイツ人女性スタッフに監修してもらったという。
初音ミク V4X / V4E / V4C
VOCALOID4対応ソフト。2016年8月31日よりV4X、英語用音源のV4 English、バンドル版が同時発売されている。
2017年8月には中国・上海で中国語対応の音源「初音未来 V4 CHINESE」関連の記者会見が実施され、中国における初音未来公式投稿サイト「POPPRO」の創設、ミクV4Cのねんどろいどフィギュア化、DECO*27による歌声デモなどを交えて大々的に発表、9月に発売された。
初音ミク NT（Ver.1）
クリプトンが開発したVOCALOIDではない歌声合成エンジン、及びそれをベースにしたソフト。NTは「ニュータイプ」と読む。基礎技術の一部に産業技術総合研究所が研究開発した歌声技術が利用されている。
公式イベント「初音ミク マジカルミライ 2019」にて制作が発表され、2020年11月27日に発売。付属ボーカルエディタ『Piapro Studio NT』はプラグインとスタンドアロンの2つのバージョンが用意された。発売時の音源は「Original＋」のみで、後に「Whisper＋」「Dark＋」を追加。
「Ver.1」とも呼ばれ、後述する「Ver.2」に置き換わる形で公開が終了した。
ピアプロキャラクターズ・スーパーパック
ピアプロキャラクターズ全6名（初音ミク、鏡音リン、鏡音レン、巡音ルカ、MEIKO、KAITO）の日本語歌唱ライブラリ1種類ずつに新規チューニングを施して収録した商品。2024年8月1日に「初音ミク NT」の新バージョン及び「初音ミクV6 AI」と共に発表され、同月30日にリリース。ベースとなったのはV3からV4Xまでの「Original」で、より発音や声色の全体バランスが良くなるよう磨き込み、クリアネスやジェンダーファクターを始めとしたパラメータも効きが良く設定され、歌声を作り込むことも可能。過去作を所持しているユーザーによるクロスシンセシス使用での声色表現の拡張なども想定されている。
初音ミク V6 AI
スーパーパック、NTの新バージョンと共に発表されたVOCALOID6製品。2025年中にリリース予定。
初音ミク NT（Ver.2）
スーパーパック、V6 AIと共に発表されたNTの新バージョン。2025年3月18日に従来のNT（Ver.1）と置き換わる形でメジャーアップデート版がリリース（NTユーザーには無償提供）された。
クリプトン製の新エンジン（社内コード：M9）に刷新。『Piapro Studio NT2』へと進化し、AIをパラメータ調整に用いて創作を支援する機能群「Piapro Studio - Automatic Control」を新たに採用。Voice Colorによる発音毎の声色＆強弱の設定、複数の編集機能/ボイスエフェクターにより多彩な表現を可能とする。音源は「Original++」「Dark++」「Whisper++」。
製品名についてクリプトン側は「初音ミク NT2ではない」と述べている。

## 初音ミク現象・影響

### ボカロという文化・ジャンルを築く - 創作の連鎖
ミクの登場と共に「ボーカロイド文化」が誕生し、音楽シーンには「ボカロ」と呼ばれるジャンルが築かれた。
2007年当時、「ニコニコ動画」では「アイドルマスター」のMAD動画の人気に影響を受けて「バーチャルアイドルの擬似プロデュース」の需要が高まっており、バーチャルアイドルとして企画されたミクはユーザーが待ち望んでいた存在だったと言われている。クリエイターがボカロPと名乗るのもアイマスMAD文化の様式を引き継いでおり、同社製品のMEIKOを使用した動画「初音ミクが来ないのでスネています」の投稿者がユーザーコメントで「ワンカップP」と名付けられ、そこからボカロ楽曲制作者のP名呼称が広まった。
ミク関連の創作ではユーザーの投稿作品を元に異なるユーザーが新たな作品を作る“コンテンツ間の相互引用”が盛んに行われ、それらの作品はイラストやアニメなどの形で瞬く間に広がり、巨大なムーブメントを形成した。この現象は「創作の連鎖（Peer Production,ピアプロダクション）」または「n次創作」とも呼ばれ、ミクが創作を結びつけるハブとして機能し、あらゆるコンテンツが互いに元ネタになって派生し合っていた。
この件を受け、クリプトン社はキャラクター利用のガイドラインを制定（後にピアプロ・キャラクター・ライセンスへと発展する）。非営利目的に限り誰もが初音ミクを描いて発表できるようにし、それらを異なる創作物の素材として考えることで次の創作へと繋げる場を企図した。このことは初音ミクを芯にした「CGM」を爆発的に広める要因となった。さらにクリプトンが2007年・2008年に始めたCGM型投稿サイト「ピアプロ」やバーチャルシンガー配信楽曲レーベル「KARENT」なども有効に働き、創作の連鎖を支える土壌となった。
初音ミク現象は商業展開にも拡大。模型業界では「初音ミクフィギュアブーム」が起こり、初音ミクの公式ライブコンサートでミクの実在感を高める技術・演出が採用され、SUPER GT300で「初音ミク GTプロジェクト」の痛車が参戦してシリーズチャンピオンに輝き、書籍媒体でボカロ楽曲を題材とした商業作品が誕生。さらにGoogleといった世界的企業のCM、オペラ、オーケストラ、著名アーティストとのコラボ、歌舞伎、チャリティー活動、文化財保護プロジェクトなどミクの快進撃は続き、多種多様な作品・文化がネットとリアルに拡散されていった。
クリプトン社の代表取締役・伊藤博之は、主催イベント「初音ミク マジカルミライ 2013」の公式ブックの冒頭でこう述べている。
ミクの登場はDTM・同人音楽のシーンにおいて歌い手の確保というボーカル曲に挑む際のハードルを取り除くと共に、ミクが歌っていることにブランド価値が見出されたことで新規曲でも人気を得やすくなり、それらの制作流通を容易にするという状況をもたらした。それにより、ニコニコ動画を始めとする動画共有サービスのブームとも共鳴する形でDTM全般へのブームにまで波及していく。そして後述の「メルトショック」を経てボカロというジャンルを確立させるに至った。
このボカロ音楽が世間一般に知られるきっかけの一つとして、2008年にビクターから発売された史上初の完全なメジャーボカロアルバムであるlivetune feat. 初音ミク「Re:package」の存在が挙げられる。2009年にはソニーミュージックをはじめとする大手が人気ボカロPをフィーチャーしたアルバムをリリース。2010年にはEXIT TUNESの「Vocalogenesis feat.初音ミク」がオリコン1位を記録するなど、日本の音楽シーンに浸透していく。
ブームの広がりと共に同じクリプトン社の先達バーチャルシンガーであるMEIKOとKAITOも注目されるようになった。この他、短期間で様々な音声合成ソフトや関連サービスがリリースされたことにもミクが及ぼした影響を感じ取れる。
音楽家・大友良英は、初音ミクの登場を「ロックンロール」及び「エルヴィス・プレスリー」の登場に例え、それらにも比肩する画期的な出来事だと述べた。制作ツールとしての初音ミクは“録音”から“インターネット”という音楽史の大きな転換点を経て誕生した存在であり、プレスリーのような強すぎる“生の人間のオーラ”は取り払われ、サンプリングにおける著作権の問題もなく音声を共有・利用できるという特性がある。こうした存在を人類が初めて手に入れたのが初音ミクとされる。
2023年時点で、ミクは一種の音楽革命（変革）をもたらしたと回顧されている。これは上記の現象や公式のメディアミックス作品の大ヒットに加え、ミクが源流となったボカロシーンにおいて後に日本の音楽シーンで活躍するアーティストが発掘されたことが大きな拠り所となっている。

### メルトショック
2007年にニコニコ動画に投稿された楽曲「メルト」は、その後のボカロシーンの流れを決定付けた大きな意味を持つ曲とされる。
それまでミク自身を題材にしたキャラクターソング的な曲が大半を占めていた中、メルトはクリエイターの個性や世界観を反映した歌詞をミクにシンガーとして表現させた曲だった。このメルトのヒットに影響を受けてよりバラエティ豊かな曲が投稿されるようになり、ミクにとってもシンガーとして広く受け入れられて役割を大きく広げさせるきっかけとなった。ミクの人気曲を引用して「恋するVOCALOID」から「恋する女の子」へと成長していった、とも形容されている。
この現象は裏方である楽曲制作チームの存在に光を当てるきっかけにもなった。それまではコアな音楽ファン以外は裏方を基準にして聴く曲を選ぶことはあり得ないとも言われるほど楽曲制作陣が軽視されていたが、ボカロシーンでは若いリスナーであっても制作陣の情報に気を配っていた。この現象を日本の音楽文化における転換点と評する者も多かった。
ニコニコ動画では人間がメルトをカバーし、原曲を含む同曲の動画がマイリストランキングの上位を独占するという事態を引き起こした。この一連の現象は「メルトショック」と呼ばれ、米津玄師(ハチ)がミクのイベントである「初音ミク マジカルミライ 2017」のテーマ曲として提供した「砂の惑星」にもこれを意識したとも取れる歌詞が登場する。
メルトは『みくみくにしてあげる♪』や『初音ミクに「Ievan Polkka」を歌わせてみた』等と共に初音ミク現象・初音ミク歌唱曲の金字塔と称されている。

### 3DCGライブ - 実在と非実在の境界
黎明期の初音ミクブームを支えたのは「声の操作によって虚構の人格（ミク）を具現化させる志向」だったとも言われている。権利者のクリプトンら企業はこうした初音ミクを具現化する試みを興行・イベントへと昇華させた。
2009年に行われた公式3DCGライブ「ミクフェス '09(夏)」では、透過式のディラッドスクリーンに投影された3DCGのミクが“まるでそこにいる”のように現地で歌って踊り、観客もミクやバンドメンバーに呼応して盛り上がることにより、ミクがそれまでネット上で巻き起こしてきた熱気がリアルに可視化されていった。現実世界のステージで立体的な映像を駆使したライブを行い、SF作品の一幕で見られる様な出来事を実現させたのである。ミクのコンサートは“架空のキャラクターが生きている”かの様に感じられたという。
初音ミクはライブの聖地・武道館で初めてバーチャルシンガー（仮想の歌手）としてライブを行ったアーティストである（→初音ミク「マジカルミライ」）。当時この一件は“快挙”と報じられた。また、クリプトン社には世界各国の住民から「コンサートを開催してほしい」という要望が多数送られており、そのような声に応える為に世界ツアー「HATSUNE MIKU EXPO」も開催されている。
オペラ「THE END」では初音ミクが自身の「死」について自問自答する。「初音ミクの死生観」をテーマにした作品は最初期のユーザーの投稿作品にも数多く見られたが、それらはバーチャルな存在であるミクを通してユーザーが根源的なテーマに触れたことで誕生した作品達だったという。
書籍『初音ミクはなぜ世界を変えたのか？』では、初音ミクは常に「実在と非実在」の境界線上に置かれ、人の想像力や感性を刺激する存在だったと位置づけられている。

### フィギュアブーム
ミクの人気はフィギュアシーンに初音ミクフィギュアブームを起こした。
初の立体商品であるグッドスマイルカンパニー（グッスマ）の「ねんどろいど 初音ミク」は、絶妙にデフォルメされた可愛らしさが評判となって2010年度までの出荷数が12万個（数十万体もの受注数とも）にのぼる記録的な大ヒットとなった。全ラインナップ中でもミクのねんどろいど製品が最多とされ、2023年には“100体目のねんどろいど初音ミク”の商品化企画が始動した。
ミクのフィギュアはスケール物でもメガヒットを記録し、「初音ミクフィギュアブーム」を確固たるものとした。雪ミク、桜ミク、レーシングミク、モジュール、セカイのミクたち、歌唱曲用デザインなどの多彩なバリエーションも支持を集め、国内・海外の数十ものメーカーからミクの様々な模型（フィギュア、プラモデル、ドール）が発売されるに至っている。
特に、ねんどろいどに関しては初音ミクと共に成長したと言っても過言ではなく、互いに影響を及ぼしあった。初音ミクの冬季仕様「雪ミク」も、元々はクリプトン社が「さっぽろ雪まつり」に初音ミク雪像を出展する際に企画された「冬季限定のねんどろいど商品企画」だった。ねんどろいどの造形（顔）は初音ミクの製品で完成し、以後に発売された同シリーズ製品の造形（顔）のベースとなっている。
G20ニューデリー・サミットの関連企画では、東京国立博物館の重要文化財保護プロジェクトとのコラボ商品の一つ「ねんどろいど 初音ミク 冬木小袖Ver.」が日本文化を表す作品の一つとして展示されている。

## 公式設定
ピアプロキャラクターズのポータルサイト「piapro.net」では下記の公式プロフィールが公開されている。
- 年齢：16歳
- 身長：158cm
- 体重：42kg
- イメージカラー：ブルーグリーン

青緑色の長いツインテールが特徴的な「女の子」とされる。
初音ミクの設定・容姿は公式においても企画毎に異なる。誕生日をソフトウェアリリース日に設定するケースもあり、クリプトン社が主催する「初音ミク Happy 16th Birthday -Dear Creators-」では、2023年8月31日を16歳の誕生日として扱っている。
設定についてはキャラクターを色付けしすぎないことを考慮し、企画段階で考えられていた「歌が失われた近未来の世界で、歌う技術を持ったアンドロイド『初音ミク』が発見され、人々が歌うことの素晴らしさを知っていく」というストーリー的な背景設定の採用は見送られ、最低限のプロフィールだけとなっている。

### 公式と非公式
- 公式メディアミックス作品の扱い
  - 『SEGA feat.HATSUNE MIKU Project』のスタンスとしては「公式だから」と抑えつけるのではなく「我々も初音ミクの派生創作に参加させて頂く」という気持ち（ユーザー目線[82]）で制作に臨んでいるという[22]。
  - ゲーム「プロジェクトセカイ」はクリプトンが深く関わる公式メディアミックス作品だが、あくまでも“その作品における公式設定であり、ピアプロキャラクターズの公式設定（プロフィール）とは異なる”ものとして扱われている[注 6]。
  - 2021年に初音ミク自体のアニメ化・漫画化の企画が進行していることが海外で報道され、クリプトンに在籍するドゥヴィーニュ・ギヨームが「ファンによる創造性と芸術表現の機会を無限に与えてくれる初音ミクの本質に忠実なアニメをつくるため画期的な方法を見つけたと信じています。これは、ミクと世界中のファンにとって大きな瞬間となるでしょう」とコメントしている[19]。
- クリプトン社の見解・懸念
  - 権利元であるクリプトン社の代表取締役・伊藤博之は当初から初音ミクの本質を創作中心のムーブメントと捉えており、いわゆる「萌えキャラ」としてのビジネス[14]の打診を断っていた[43]。ミクの生みの親である同社の佐々木渉（wat）は、既存の秋葉原カルチャーと以後に台頭するネットカルチャーは別物と考え、既存の萌え系ビジネスとは切り離す形で軌道補正している[83]。
  - クリプトン側はユーザーの創作物において「好きなイメージの初音ミク」がそれぞれ存在するという状況に対し、メディア展開によってミクのイメージを収束させてしまうことを懸念していた[21]。佐々木（wat）は2013年の対談で「メジャーなメディアで影響力のあるコンテンツが生まれることによって他のクリエイターがやりにくくなってしまったら困る」と発言しており[28]、ミクにストーリーを付ける企画（アニメや民放の実写ドラマなど）も断っていたとされる[84][85]。
    - 佐々木（wat）は、初音ミク10周年時のインタビューで“電通を動かすプロデューサーからの打診を受けた”、”何度か断ったがアプローチが続き、大手会社の社長からアイドルグループ（メンバー及び作曲家は想定済み）を結成してMステに出ることを要請され、自暴自棄にキレた”、“そのあと動き辛くなり、一時期はクリプトン社内の商業企画からも遠のいていた”ことを明かしており、「自分自身、業界に対しての感覚が変なんでしょうね」と自嘲している[84]。
- UGCの扱い
  - ユーザーの創作から生み出されたものの中には、後述の「ネギ」のように広く受け入れられ、グッズやゲームなどの商業展開に取り入れられた例もあるが、これも公式設定に組み込まれたわけではない。
  - 初音ミクの公式コンテンツの楽曲は、公式コンテンツ用に書き下ろされた曲（テーマソング等）のほか、公募・コンテストで選出された曲や、クリプトン社から見て非公式の投稿曲で構成される（投稿作品の場合でもゲームやコンサート等で採用されるケースがある）。
  - クリプトンが運営するCGM型投稿サイト「ピアプロ」は公募企画の投稿場所にもなっており、セガのユーザー参加型リズムゲーム「初音ミク -Project DIVA-（DIVA）」のモジュールや「雪ミク（2012年以降）」などで投稿作品とのコラボが成立している[86]。
  - DIVAシリーズに携わる林誠司プロデューサー（セガ）は「クリエイターの日々の創作にユーザーの反応や評価が積み重なっていくことで、それがある種初音ミクのお手本、原作のような感じになっている」と述べた[82]。
  - クリプトンの伊藤は「初音ミクは公式と非公式の境目が曖昧」「公式のイベントもファンが一部を担っている」と述べた[87] 。「初音ミク マジカルミライ」については双方向性を意識して企画しているという[53]。

### 音源設定
デモソングについては「初音ミクの音楽コンテンツ」を参照。
| パッケージ                | パッケージ              | ライブラリ       | 得意ジャンル                                     | 得意な曲のテンポ | 得意な音域 |
| ------------------------- | ----------------------- | ---------------- | ------------------------------------------------ | ---------------- | ---------- |
| 『初音ミク』              | 『初音ミク』            |                  | アイドルポップス、ダンス系ポップス               | 70-150BPM        | A3-E5      |
| 『初音ミク・アペンド』    | 『初音ミク・アペンド』  | 「Sweet」        | フレンチポップ、バラード、エレクトロニカ等       | 55-155BPM        | F3-D5      |
| 『初音ミク・アペンド』    | 『初音ミク・アペンド』  | 「Dark」         | バラード、ジャズ、フォーク、アンビエント等       | 60-145BPM        | D3-B4      |
| 『初音ミク・アペンド』    | 『初音ミク・アペンド』  | 「Soft」         | ソフトロック、バラード、フォーク、アンビエント等 | 70-150BPM        | A3-E5      |
| 『初音ミク・アペンド』    | 『初音ミク・アペンド』  | 「Light」        | ポップス、ロック、ダンス、テクノポップ等         | 85-175BPM        | A3-D5      |
| 『初音ミク・アペンド』    | 『初音ミク・アペンド』  | 「Vivid」        | ポップス、テクノポップ、トラッド等               | 95-180BPM        | G3-D5      |
| 『初音ミク・アペンド』    | 『初音ミク・アペンド』  | 「Solid」        | ポップス、ロック、ダンス、エレクトロ等           | 65-160BPM        | D3-C5      |
| 『初音ミク V3 バンドル』  | 『初音ミク V3 ENGLISH』 | 「ENGLISH」      | ハウス、テクノ、クロスオーバー等                 | 100-130BPM       | B2-B3      |
| 『初音ミク V3 バンドル』  | 『初音ミクV3』          | 「ORIGINAL」     | アイドルポップス、ダンス系ポップス               | 70-150BPM        | A2-E4      |
| 『初音ミク V3 バンドル』  | 『初音ミクV3』          | 「SWEET」        | フレンチポップ、バラード、エレクトロニカ等       | 55-155BPM        | F2-D4      |
| 『初音ミク V3 バンドル』  | 『初音ミクV3』          | 「DARK」         | バラード、ジャズ、フォーク、アンビエント等       | 60-145BPM        | D2-B3      |
| 『初音ミク V3 バンドル』  | 『初音ミクV3』          | 「SOFT」         | ソフトロック、バラード、フォーク、アンビエント等 | 70-150BPM        | A2-E4      |
| 『初音ミク V3 バンドル』  | 『初音ミクV3』          | 「SOLID」        | ポップス、ロック、ダンス、エレクトロ等           | 65-160BPM        | D2-C4      |
| 『初音ミク V4X バンドル』 | 『初音ミク V4 ENGLISH』 | 「ENGLISH」      | ポップス、バラード、ジャズ等                     | 80-135BPM        | B2-C#4     |
| 『初音ミク V4X バンドル』 | 『初音ミクV4X』         | 「ORIGINAL」     | アイドルポップス、ダンス系ポップス               | 60-160BPM        | A2-E4      |
| 『初音ミク V4X バンドル』 | 『初音ミクV4X』         | 「SWEET」        | フレンチポップ、バラード、エレクトロニカ等       | 55-155BPM        | F2-D4      |
| 『初音ミク V4X バンドル』 | 『初音ミクV4X』         | 「DARK」         | バラード、ジャズ、フォーク、アンビエント等       | 60-160BPM        | D2-B3      |
| 『初音ミク V4X バンドル』 | 『初音ミクV4X』         | 「SOFT」         | ソフトロック、バラード、フォーク、アンビエント等 | 60-160BPM        | A2-E4      |
| 『初音ミク V4X バンドル』 | 『初音ミクV4X』         | 「SOLID」        | ポップス、ロック、ダンス、エレクトロ等           | 65-160BPM        | D2-C4      |
| 『初音ミク V4 CHINESE』   | 『初音ミク V4 CHINESE』 | 「CHINESE」      | ポップス、バラード、ジャズ等                     | 80-135BPM        | B2-C#4     |
| 『初音ミク NT』           | 『初音ミク NT』         | 「Original DB+」 | ミクらしい可愛げのある歌声                       | 表記なし         | A2-E4      |
| 『初音ミク NT』           | 『初音ミク NT』         | 「Whisper DB+」  | 耳元で囁くような吐息声                           | 表記なし         | A2-E4      |
| 『初音ミク NT』           | 『初音ミク NT』         | 「Dark DB+」     | ダウナーで哀愁漂う歌声                           | 表記なし         | A2-E4      |

## 企画の成り立ち
クリプトン社は交友のあるイギリス・Zero-G社にVOCALOID技術を紹介した。2004年1月（日本では3月）にZero-G社から史上初のVOCALOID「LEON・LOLA」が発売されたが、十分な売り上げとは言えなかった。
2004年11月、クリプトン社よりVOCALOIDエンジンをベースにした女性バーチャルシンガー製品「MEIKO」がリリースされ、ヒットはしたがその後にリリースされた同社の男性バーチャルシンガー製品「KAITO」の売上は予想を下回った。2006年頃にはVOCALOIDそのものが低迷しており、VOCALOIDエンジンの開発元であるYAMAHA側は開発規模を縮小し、チームに残された技術者が肩身の狭い思いをしたという。
クリプトン社は「最後に面白いことでもやろう」、と“合成音声を仮想の少女に歌わせる”ことを提案する。これが初音ミク、鏡音リン・レン、巡音ルカたちクリプトン社のキャラクター・ボーカル・シリーズの企画へと繋がった。この企画の前に「MEIKO2」が提案されていたが、当時の動画サイト上のアイドル文化の盛り上がりやSF文脈で好まれる「歌うアンドロイド」のイメージを鑑みて、可愛らしい姿と声を推した初音ミクの企画へと更新された。
初音ミクの開発はクリプトン社の佐々木渉（wat）を中心に行われ、2006年4月27日にクリプトン社の公式ブログにて開発プロジェクトの始動が告知された。佐々木はチャーミングでポップでキュートな存在になると確信した旨をブログで述べている。
クリプトンはミクを制作するにあたり、数百人の声優の声を聴いた上で“V2エンジンに適している”、“ロリータボイス”、“声色を作って露骨な演技をしていない”ことを選定基準に藤田を選出した。この際、キャラクターイメージの影響を懸念して有名な声優の選定は避けられた。

## デザイン
ミクは女声の歌声合成システムに歌手の身体を与えることでより声にリアリティを増すという観点から、ソフト自体をバーチャルアイドル（バーチャルシンガー）に見立て、「未来的なアイドル」をコンセプトとしてキャラクター付けされている。名前自体も「未来」から来た「初めての音」、機械が歌うのが「未来的」ということに由来する。
ミクのキャラクターデザインはイラストレーターの“KEI”によるもので、頭髪は青緑色、髪型はくるぶしまで届く長さのツインテールで、黒のヘッドセットを装着している。衣装は襟付きノースリーブの上着にネクタイ、ミニスカートにローヒールのサイハイのブーツ、黒を基調として所々に青緑色の電光表示をあしらっている。左上腕部には赤色で「01」とキャラクター名をデザインしたタトゥーが入れられており、数字についてはキャラクター・ボーカル・シリーズで最初に発売された製品であることを表す。
デザインはクリプトン社のオーダーにより、デジタルアイドルという要素と、黒・緑・グレー（シンセサイザーDX7）のイメージを踏襲している。後者はデジタルシンセサイザーの普及に貢献したDX7にちなみ、“初音ミクも一時代を築いて欲しい”との願いを込めてモチーフとしてデザインに取り入れたという。
初期案の一つに「ポニーテール案」が存在する。後に初期案の細部を変更した「初音ミク if」（原画：KEI）が公式アート展「初音ミク・クロニクル」用に描き起こされ、商品展開が行われた。

### デザインの多様性
『V2』以後の製品パッケージイラストには、それぞれ異なる作家が起用されている。これは、ミクが流行の中でさまざまな絵師によって描かれてきたことに由来しており、佐々木（wat）は別の絵師に独自のスタイルで色付けしてもらって公式ページで外伝的に紹介することを模索していた。
- 『アペンド』ではフィギュア原型師の浅井真紀がデザインした3Dのフィギュア「Miku（Zero-Vocalist ver）」にイラストレーターの“ねこいた”が着色するという形がとられた。
- 『V3』では“iXima”、『V3 English』では“ざいん”が担当する。
- 『V4X』では“iXima”、『V4C』では“豆の素”がイラストを担当する。
- 『NT』では“iXima”が衣装・装飾デザイン＋イラスト、“Rella”がアーム・装飾デザインを担当した。

初音ミクのメディア展開では当初は公式イラストのバリエーションが限られていたことから、クリプトン社が絵師に新規描き下ろしイラストを依頼し、それらを展開していく流れになった。2010年より展開されている公式バリエーションの雪ミク、レーシングミクにはクリプトン社との関係が深いグッドスマイルカンパニーも関与している。
『初音ミク マジカルミライ』や『SNOW MIKU』などの公式イベントでは、毎年異なるテーマのデザイン及びテーマソングが設定されている（→初音ミク「マジカルミライ」#沿革・歴史、雪ミク#雪ミクオールスターズ）。
ゲーム「初音ミク Project DIVA」シリーズでは、クリプトン社のピアプロキャラクターズ6体を基幹とする3Dモデル「モジュール」が用意されており、ミクたちの服装・髪型・髪色などを異なるデザインのモジュールにコンバートさせることができる（『DIVA X』では、モジュールの属性ごとに一定の性格が割り振られている）。同系統作品の『プロジェクトセカイ カラフルステージ! feat. 初音ミク』では、「セカイのミクたち」と呼ばれる容姿と性質の異なるピアプロキャラクターズも登場している。

### 初音ミクのバリエーション・派生キャラクター
クリプトン公式メディア展開では初音ミクをベースとした商業発のバリエーションが多数登場する。この内、クリプトンが商標を登録しているのは冬季仕様の「雪ミク」、春季仕様の「桜ミク」、SUPER GT仕様の「レーシングミク」、ねんどろいどミクの着ぐるみ1号として製作された「ミクダヨー」である。
ゲーム作品から誕生した「モジュール/コスチューム」や「セカイのミクたち」、他社のIPとのコラボから誕生した「フェイ・イェンHD」や「発音ミク」、「18タイプの初音ミク（と相棒ポケモン）」のようなバリエーションも存在する。
また、CGM型サイトにおける非公式の創作シーンではパッケージキャラクターをモチーフとして新しいキャラクターを創作するという遊びが行われており、クリプトンとそれらのデザインを行った作者の合意の上で商用利用に至った事例もある。

## メディアミックス
クリプトン社の公式メディアミックス。一覧、シリーズの記事を記載する。
初音ミクのメディア展開 - 一覧・統括用の記事
- 初音ミクの関連イベント
  - 初音ミク「マジカルミライ」
  - HATSUNE MIKU EXPO
- 初音ミクを題材にした書籍
- 初音ミクの音楽コンテンツ
- 初音ミクを題材にしたゲーム作品
- バリエーション・派生キャラクター
  - 雪ミク
  - 桜ミク
- SEGA feat. HATSUNE MIKU Project
  - 初音ミク Project DIVAシリーズ
  - 初音ミク Project miraiシリーズ
  - プロジェクトセカイ カラフルステージ! feat. 初音ミク
- ピアプロキャラクターズの関連コンテンツ

## アンバサダー・イメージキャラクター
- グッドスマイルレーシング/初音ミクGTプロジェクト：レースクイーン/専用キャラクター[99]（初音ミク RQver → レーシングミク、2008年 - ）
- 初音ミク Project miraiシリーズ：広報/プロモーションキャラクター[100][56]（ミクダヨー、2011年 - ）
- 2017冬季アジア札幌大会：広報大使/PRアンバサダー[78]（雪ミク、2017年）
- Cassette Store Day Japan（英語版）：公式アンバサダー[101]（初音ミク、2017年）
- 北海道・新キャッチフレーズ「その先の、道へ。北海道」：イメージイラスト/ソング[102]（雪ミク・初音ミク、2017 - ）
- 北海道ミライノート：大使/ガイド[103]（雪ミク、2017年 - ）
- 弘前さくらまつり：公式応援キャラクター[104]（桜ミク、2019年 - ）
- ポカリスエット：公式アンバサダー[105]（初音ミク、2019年 - ）
- Bリーグ「ALL-STAR GAME 2020 IN HOKKAIDO」：デジタルアンバサダー[106]（雪ミク、2019年 - 2020年）
- 内閣官房新型コロナウイルス感染症対策推進室：コロナ対策サポーター[78]（初音ミク、2020年）
- 札幌モーターショー：公式アンバサダー[107]（雪ミク、2020年）
- CBCラジオ開局70周年：公式イメージキャラクター[108]（初音ミク、2021年）
- 北海道警察・北海道指定自動車教習所協会：交通事故防止ポスター[109]（初音ミク、2021年 - ）
- 札幌市制100周年記念事業：PRアンバサダー[78]（雪ミク、2022年）
- 弘前ねぷた300年祭：公式応援キャラクター[78]（初音ミク、2022年）
- 札幌モビリティショー：公式アンバサダー[110]（雪ミク、2024年 - ）
- 北海道e-水プロジェクト：公式アンバサダー[78]（雪ミク、2024年 - ）
- 札幌観光大使[78]（雪ミク、2024年 - ）
- 渋谷“応援”大使[111]（閉ざされた窓のセカイの初音ミク、2025年）
- 札幌 企業誘致スローガン「大札新」：PRアンバサダー[112]（雪ミク、2025年 - ）
- ねんどろいど20周年：宣伝大使（ミクダヨー、2025年）[113]

この他、企業の製品・コンテンツのCMにも起用。2011年5月に公開されたトヨタ・カローラのCMは海外で人気を集め、同年12月に公開された「Google Chrome」のCMは初音ミクの知名度をお茶の間レベルで大きく引き上げる等、以後の隆盛や海外展開の上でも欠かせない企画となった。

## 受賞歴・獲得タイトル
- 第13回 AMDアワード：年間コンテンツ賞/優秀賞[1]
- 第39回 星雲賞：自由部門[1]
- 第13回 アニメーション神戸賞：作品賞/ネットワーク部門[46][115]
- 2008年度 グッドデザイン賞[116]
- 2011年度 SUPER GT300：シリーズチャンピオン / 谷口信輝＆番場琢、グッドスマイル初音ミクBMW[117]
- 第66回 北海道新聞文化賞：特別賞[118]
- カンヌライオンズ 国際クリエイティビティ・フェスティバル/Google Chrome×初音ミク
  - ダイレクトマーケティング部門：銅賞[114]
  - エンターテインメント部門：銀賞[114]
- ファミ通アワード2012：最優秀キャラクター賞
- 第17回 AMDアワード：大賞/総務大臣賞
- 2014年度 SUPER GT300：シリーズチャンピオン / 谷口信輝＆片岡龍也、グッドスマイル初音ミクZ4[117]
- 2015年度 日本商品化権大賞：グローバル部門 [119]
- 2016年度 最有态度异度偶像（中国・網易）[119]
- 2017年度 SUPER GT300：シリーズチャンピオン / 谷口信輝＆片岡龍也、グッドスマイル初音ミクAMG[117]
- 第22回 AMDアワード：大賞/総務大臣賞[120]
- 日本ネーミング大賞2023：最優秀賞[121]

## 海外展開・世界での活動
海外ではグッズやコンサート、広告などで大きな成果をあげており、知名度および海外向けECサイトにおける売上は和製IPの中でも優れているとされる。2011年の「Google Chrome」グローバルキャンペーンのCM曲「Tell Your World」がミクの人気・知名度を押し上げ、世界へと羽ばたかせる要因になった。
2014年から世界ツアー「HATSUNE MIKU EXPO」がスタートし、世界46都市にて計111公演が行われている（2024年終了時点）。

### 東アジア

#### 中国
中国での二つ名は公主殿下。グッズ等も含めた売上は中国（本土）の“1強”とされ、他の地域とは異なる盛り上がりを見せており、中国で流通する日本のIPの中でもミクは常に上位に位置づけられている（2023年12月時点）。クリプトン社は中国のエージェンシー「上海新創華文化発展有限公司（SCLA）」とパートナーシップを結んでおり、同国におけるミクの正規品にはSCLAのロゴ・認定マークが付加される。
中国における初音ミクの人気は、『bilibili』の元となった動画サイトの誕生に繋がっている（元々はMikufansというミクのファン活動を発端とした動画サイトだった）。
中国ツアー「未来有你（MIKU WITH YOU）」を定期的に実施している他、本土および香港が「MIKU EXPO」や「ミクパ」の開催地に選出されている。
2012年10月に香港で「初音ミク 香港＆台湾ファーストコンサート ミクパ」が初開催され、2015年・2016年に中国本土で「MIKU EXPO」が開催されるに至った。2017年以降は中国ツアー「未来有你」を継続的に開催。また、初音未来公式投稿サイト「POPPRO」も開設された。2019年には本土で「未来有你」、香港で「MIKU EXPO」を実施している。
2020年に中国アリババグループ傘下のECモールサイト「タオバオ」のライブコマースツールにミクが参加した際、最大視聴者数は“300万人”にも達し、同サイトのサーバーを一時ダウンさせた。こうした出来事は初音ミクのキャラクター人気の高さを裏付けている。
2024年、中国で7,998機のドローンを使用して初音ミクのMV（MIKU EXPO 10thテーマソング「Intergalactic Bound」）を上空に再現するドローンショーが行われ、ドローンショーで描くディスプレイの大きさでギネス世界記録を更新（→HATSUNE MIKU EXPO#2020年代）。また、「未来有你」はコロナ禍の間はオンラインイベントとして展開され後に一時休止していたが、2024年に現地開催イベントとして再始動した。
2025年には香港で「MIKU EXPO 2025 ASIA」を開催予定。

#### 韓国・台湾
台湾では「ミクパ（2012）」や「MIKU EXPO（2016、2019）」を開催。プロ野球チーム「楽天モンキーズ（楽天桃猿）」、「高雄捷運公司」とのコラボも行われている。
韓国では、2025年の「MIKU EXPO 2025 ASIA」で初の公式ライブが行われる予定。以前から「プロジェクトセカイ カラフルステージ! feat. 初音ミク」などの影響もあって人気が爆発的に上昇し、日本のイベントに来るファンも増加していたと言われている。

### 北米
北米諸国での売り上げはグッズ（フィギュア等）が牽引している。
アメリカでは2011年5月よりトヨタ・カローラのCMに起用され、同年7月には初の日本国外単独ライブ「MIKUNOPOLIS in Los Angeles」も開催されている。北米は2014年より「MIKU EXPO」の開催地の一つとなっており、2016年には北米3カ国10都市を巡る初の北米ツアー「MIKU EXPO 2016 North America」も開催。
2020年にはアメリカ最大級の野外音楽フェスティバル「コーチェラ・フェスティバル」の出演メンバーに選出（1回目・新型コロナで開催中止）。2024年には再びコーチェラの出演メンバーとなる。さらに北米17都市を巡る「MIKU EXPO 2024 North America」も開催。

### 東南アジア
シンガポールでは、アニメ・フェスティバル・アジア2009（AFA2009）に参戦し、海外初公演を飾った。その後、AFA2011にて東南アジアにおける最初のミクの単独コンサート「初音ミク・ライブパーティー 2011 ミクパ♪-39's lives IN SINGAPORE-」が開催されている。
インドネシアでは、2014年にジャカルタにおいて世界ツアー「MIKU EXPO」のファーストコンサートが開催された。これは当時クリプトンが海外諸国に向けて“初音ミクに来てほしい都市”のアンケートを取ったところ、10万票を超える投票の中で最多得票がインドネシア（ジャカルタ）だった為である。
マレーシアでは、2017年に「HATSUNE MIKU EXPO 2017 in MALAYSIA」が開催されている。2020年にはアジア太平洋地域の音楽の祭典「ABU TV ソング・フェスティバル」に出演。
上記3ヶ国とタイ、フィリピンは「MIKU EXPO 2025 ASIA」の開催地となった。

### ヨーロッパ
初音ミクを起用した2012年のオペラ「THE END」ではフランスのハイブランド「ルイ・ヴィトン」がミクの衣装デザインを担当した。THE ENDは2013年11月にパリのシャトレ座、2015年6月にオランダフェスティバル（招聘上演）、2016年8月にドイツとデンマークで上演。パリ公演ではチケットが即完売し、フランス大手紙「リベラシオン」が特集を組み、メトロ駅構内に大々的にポスターが張り出されるなどサブカルチャーの枠を超える勢いで話題となった。
2018年に初のヨーロッパツアー「HATSUNE MIKU EXPO 2018 EUROPE」が開催され、パリ、ケルン、ロンドンの3都市を巡業した（パリ公演は「ジャポニスム2018」の一環として実施）。2020年には「HATSUNE MIKU EXPO 2020 EUROPE」をロンドン、パリ、ベルリン、アムステルダム、バルセロナの5都市で開催。2024年には開催国にベルギ－を加え欧州6都市を巡る「MIKU EXPO 2024 Europe」を開催。

### オセアニア
2024年に南半球で初となる「HATSUNE MIKU EXPO 2024 New Zealand & Australia」をオークランド、ブリスベン、シドニー、メルボルン、バース（ニュージーランド1都市＋オーストラリア4都市）で開催。

## 用語
ピアプロキャラクターズ
クリプトン社が展開するバーチャルシンガー（初音ミク、鏡音リン・レン、巡音ルカ、MEIKO、KAITO）の公式総称。ミク、リン・レン、ルカに関しては「キャラクター・ボーカル・シリーズ」として発表されている。
バーチャルシンガーソフトウェア
クリプトン社が展開する上記キャラクター（バーチャルシンガー）をパッケージ及び名称に用いた歌声合成ソフトウェア。
ミクの日
3（ミ）9（ク）の語呂合わせで3月9日がミクの日となり、数多くの施策・イベントが毎年3月9日に合わせて実施されている。
ミク廃
“重度の初音ミクファン”のこと。
ネギ
ネギ（長ネギ）はミクの定番アイテムとしてファンの間で広く受け入れられているが、これは動画『VOCALOID2 初音ミクに「Ievan Polkka」を歌わせてみた』でミクに長ネギを持たせていたことから広まったとされる（詳細はロイツマ・ガールを参照）。
公式設定ではないが初音ミクのメディア展開にも広く取り入れられており、フィギュアの付属アイテムや公式イベントの注意喚起、食品・飲食店とのコラボ等でもその名残を見ることができる。
マスター
二次創作シーンで使われる用語で、初音ミクの購入者（主人、ユーザー）のこと。初期のミクは“マスターに全幅の信頼を寄せる純粋無垢なアンドロイド”という二次設定が主流であったが、これ以外にもクールなバーチャルアイドル、マスターを叱咤するツンデレ属性など様々な解釈で描かれている。なお、マスターは男性名詞であるため「女性マスター」という表現は文法的に正しい表現ではない。
みっくみく
初音ミクの名前とネット上で使用される「ぼっこぼこにしてやんよ（ボコボコにしてやるよ）」という表現を組み合わせたものとされ、ミクに魅了された（魅力に『打ちのめされた』）ことを表す表現として浸透している。この表現は楽曲「みくみくにしてあげる♪【してやんよ】」のニコニコ動画上でのヒットによって定着したものだと言われている。上位系として完全（フル）にみっくみくにするという意味で「フルみっく」という言葉も使用される。

## 二次創作
初音ミクは発売後キャラクターとしても人気が出たことからキャラクターをモチーフにしたイラストやアニメーションの作成といった、ファンによる二次創作が行われた。そうした状況に応える形で「ピアプロ・キャラクター・ライセンス（PCL）」とそれに基いた「キャラクター利用のガイドライン」が定められ、二次創作作品の頒布のため「ピアプロリンク」という仕組みも提供されている。
また、日本以外の利用者への対応のため、2012年12月に公式キャラクターイラストのクリエイティブ・コモンズ・ライセンスのCC BY-NC 3.0（表示 - 非営利 3.0）でのライセンスも制定された。

## 黎明期

### 発売
発売前には「萌え」を前面に押し出したイメージ戦略に対し、買いにくいといったような否定的な反応も寄せられた。また、大手DTM雑誌からも製品の紹介を断られていたという。
しかし、初音ミクの発売直後からミクを用いて作成された楽曲やキャラクターイメージを用いた動画がニコニコ動画などの動画投稿サイトに次々と投稿され、ここから人気に火がつき、DTMソフトウェアとしては異例のヒット商品となる。DTMソフトウェアのジャンルでは年間1000本売れれば大ヒットとされていたが、発売後2週間だけで3500-4000本の売れ行きを見せ、体験版を収録した「DTMマガジン」2007年11月号は3日で完売し、入手困難になった。
発売から約1年後の2008年9月までに累計で約4万2000本の売り上げを記録。こうした売り上げには実際の音楽製作に使用しない「キャラクターのファン」による購入も多く含まれている。

### 動画投稿の流行
2007年8月31日に初音ミクの第一弾製品が発売されると、ミクを用いた動画が動画投稿サイトに次々と投稿された。9月4日にニコニコ動画に投稿されたロイツマ・ガールをアレンジした動画『初音ミクに「Ievan Polkka」を歌わせてみた』はミクの歌声によるIevan Polkkaとデフォルメされた初音ミク（はちゅねミク）が長ネギを振る映像をあわせたもので、ミクの流行およびネギのイメージが定着するきっかけとなった。
黎明期の初音ミクのムーブメントは自然発火的に広まったもので、当時のニコニコ動画での情勢に符号する要素はあったものの、仕掛け人自体はいなかった。「創作の連鎖」が巻き起こったのも、ニコニコ動画にコンテンツ及びその元ネタを共有し合う空気が醸成されていた事が大きな要因となっており、動画が人気となってそれを見た視聴者が初音ミクを購入し、新たな動画を投稿するという好循環により人気は膨らんでいった。
投稿されるミク歌唱曲の傾向は当初こそカバー曲が多くを占めていたが、徐々にユーザーが作詞作曲を行ったオリジナル曲の割合が増えてゆく。オリジナル曲の傾向も変遷を見せ、当初は9月20日に投稿されニコニコ動画で一時は最も再生回数の多い動画にもなった「みくみくにしてあげる♪【してやんよ】」のような「初音ミクのキャラクターソング的な楽曲」が多かったが、12月7日にニコニコ動画へ投稿されたラブソング「メルト」の大ヒットの影響もあり、シンガーとしてミクを扱った普遍性のある楽曲が増えていった（→#メルトショック）。
当時、ニコニコ動画で曲を発表していたユーザーはアマチュアが主だったが、プロが発表しているケースもあった。また2008年以降はdorikoを皮切りに、初音ミク歌唱曲を発表して人気となった楽曲クリエイターがミク歌唱曲でメジャーデビューを果たすケースが見られるようになり、2010年5月にはコンピレーション・アルバム『EXIT TUNES PRESENTS Vocalogenesis feat.初音ミク』、2011年1月にはアルバム『EXIT TUNES PRESENTS Vocalonexus feat.初音ミク』がそれぞれオリコン週間アルバムチャートで1位を獲得した。「初音ミク -Project DIVA-」などのゲームソフトや、2009年以降開催されている初音ミクのライブイベントでも動画サイトで発表された楽曲が使用されている。
ニコニコ動画では楽曲以外にもミクに関連した様々な動画が投稿されており、ミクを用いた別のユーザーが投稿した動画を利用して新たな動画を作るといったことが盛んに行われ、ミクで作成された楽曲にPVを付ける、あるいはその楽曲を歌う・演奏するなど様々な広がりを見せている。また、有志の手により週ごとにニコニコ動画上で人気の楽曲を紹介するランキング動画も投稿されている。
クリプトンはこうした創作活動の盛り上がりを受け、2007年12月3日にキャラクターの利用に関するガイドラインを公開すると共に、二次利用可能なコンテンツの投稿サイト「ピアプロ」を開設し、クリエイターの創作活動を後押しする体制作りを進めた。初音ミクのメディア展開はこの延長線上にあり、多種多様な職業・業界のクリエイターを起用している。

### 初音ミク楽曲のJASRAC信託と着うた配信に関する騒動
2007年12月、初音ミクのムーブメントでの代表的な楽曲の一つであった「みくみくにしてあげる♪【してやんよ】」が、ニコニコ動画を運営するニワンゴの親会社であるドワンゴからの着うた配信に伴って当時の子会社のドワンゴ・ミュージックパブリッシングにより日本音楽著作権協会（JASRAC）への信託が行われたが、これに対しファンからの大きな反発が発生。上記のようにミク関連では楽曲の幅広い二次利用が行われていたが、管理団体の管理下におかれることで、たとえ作者が利用を認めていても許諾手続きや利用料の支払いが必要となる懸念があった。同曲はクリプトンの許可を得ずに楽曲のアーティスト名を「初音ミク」として登録されていた。
この問題は両社がブログ上で食い違う主張を応酬する事態へと発展し、最終的に双方の主張に食い違いを残したままそれまでの経緯を水に流す形で和解が行われており、詳細については明らかになっていない。
12月25日、ドワンゴ・ミュージックパブリッシングとクリプトンは一連の騒動に関する共同声明を発表。今後ミク関連のコンテンツを新規に配信する場合には、制作者との契約を事前に締結し、締結が終わるまでは配信しないことを確認したとした。また、権利関係についても、ミクで制作した楽曲データに関する権利（原盤権）はデータ制作者が、楽曲データに使われている楽曲の権利（出版権）は作詞・作曲者が持ち、権利行使代行会社を自らの意思により決定できること、ドワンゴ・ミュージックパブリッシングがミクを使用して有名になった楽曲の管理を著作者に申し入れる際はJASRACだけでなくイーライセンス等他の著作権管理団体への信託、信託を行わないなどの複数の選択肢について著作者に説明し、著作者の意思を確認してどれを選ぶか決めることなどが示された。
着うたの無断配信については、ドワンゴ、ドワンゴ・ミュージックパブリッシング、クリプトン、フロンティアワークス、作詞作曲者の5者が絡み、それぞれに十分な意思疎通ができていなかった事が原因と見られ、著作権処理の仕組みが一般ユーザー間において無償でコンテンツを利用し合うという状況に未対応だったことに問題の原因があったとされる。WEBで育ったコンテンツで収入を得る行為を好ましく思わない一部のユーザも一因しているの見解もある。
クリプトンとドワンゴ・ミュージックパブリッシングの間で比較的迅速に関係修復が図られたこともあり、その後も流行は拡大を続けることとなる。その後、ネットでの流行に配慮した権利処理の仕組みづくりも進められている。

### MikuMikuDanceの公開
MikuMikuDance（MMD、ミクミクダンス）はキャラクター3Dモデルを操作し、アニメーションを作成することのできるフリーウェア。クリプトンの製品ではなく、個人の作者が初音ミクの3D映像を作る目的で作成したもので、デフォルトのモデルの一つとしてミクの姿の3Dモデルを内蔵しており、扱いの容易さが特徴とされる。クリプトンのガイドラインの改定で、ミクを利用したプログラム作品の公開が解禁されたことを受けて2008年2月24日より公開。それまでニコニコ動画で発表されるミクの動画は静止画が主流であったが、これにより多くの3Dモデルを使用したアニメーション動画が発表されるようになり、MMDの登場でミクは「アイドルとしての肉体を持った」とも言われる。
MMDは非公式の投稿作品のみならず一部の公式ライブ（HATSUNE Appearance等）や企業のCM、模型商品（フィギュア）といった初音ミクのメディア展開にも採用されている。

### 海外への進出
日本でのブーム当初から日本製コンテンツを好む国外の人々からも関心を集め、日本製アニメが違法にアップロードされた動画などによって海外に広まっているのと同様に作品の翻訳も行われ、徐々に浸透していった。
特に大きな関心を集めるようになったのは公式ライブ「ミクフェス '09（夏）」や「ミクの日感謝祭」の動画が2009年から2010年にかけて違法アップロードされてからである。クリプトンの運営するレーベル「KarenT」からiTunes Storeを通じて販売されるボカロ関連楽曲では、2010年以降アメリカからの売り上げが急増したという。
シンガポールで開かれた「アニメフェスティバルアジア2009」にて初の海外公演を行った。その後、2011年5月にミクを起用した北米トヨタ・カロータのCMがオンエア、同年7月にロサンゼルスにおける初の海外単独公演「ミクノポリス」を実施、同年12月にミクを起用したGoogle ChromeのCMが公開されるなど、海外にも進出していく。
現在では世界ツアー「HATSUNE MIKU EXPO」を行うようになり、海外の企業から様々なミクの商品が発売されるに至っている。

## 主な出来事

### 2000年代
2007年
- 6月25日 - クリプトン・フューチャー・メディア、ブログにてコードネーム「ミク」とKEIによる立ち絵を公開[1]。
- 8月17日 - クリプトン、公式ブログでデモソングを先行公開[164]。
- 8月31日 - クリプトン、「キャラクター・ボーカル・シリーズ01 初音ミク」を発売[165]。
- 9月3日 - ニコニコ動画に「初音ミクが来ないのでスネています」が投稿され、ユーザーコメントによって投稿者がワンカップPと名付けられたことを機に、ボカロ楽曲制作者のP名呼称が広まる[1]。
- 9月4日 - ニコニコ動画に『VOCALOID2 初音ミクに「Ievan Polkka」を歌わせてみた』が投稿、ネギとはちゅねミクが登場[1]。
- 9月20日 - ニコニコ動画に『みくみくにしてあげる♪【してやんよ】』が投稿され、ボカロオリジナル曲の文化が定着する[1]。
- 10月14日 - TBS系列『アッコにおまかせ!』内での特集及び画像検索を巡る騒動、放送内容を巡り騒動に発展（→アッコにおまかせ!#不祥事）。
- 12月3日 - クリプトン、CGM型投稿サイト「piapro(ピアプロ)」を開設し、二次創作に関するガイドラインを公表[1]。
- 12月7日 - supercellのryoが「メルト」を投稿、「メルトショック」を巻き起こす。
- 12月8日 - カラオケ「JOYSOUND」で『みくみくにしてあげる♪』が初めての初音ミク楽曲としてカラオケ配信[1]。
- 12月18日・25日 - 初音ミク楽曲のJASRAC信託と着うた配信に関する騒動が起こる。25日に対立終息へ。

2008年
- 1月25日 - フロンティアワークス、初音ミクの商業CDデビュー作となるミニアルバム『星のカケラ』発売[33]。
- 2月24日 - 3D動画作成ソフトウェア「MikuMikuDance（MMD）」の初版が一般公開される[32]。
- 3月10日 - 社団法人デジタルメディア協会主催の「第13回 AMD AWARD」で優秀賞を受賞[1]。
- 3月29日  - 『【俗・】さよなら絶望先生』にて初めてアニメ出演（初音ミクのメディア展開#アニメ作品を参照）。
- 3月31日 - グッドスマイルカンパニーがフィギュア「ねんどろいど 初音ミク」を発売[32]。大ヒットし、「初音ミクフィギュアブーム」「デフォルメフィギュアブーム」を起こす[13]。
- 4月23日 - 「初音ミク GTプロジェクト」が正式始動し、Studie（当時）が初音ミク（まだレーシングミク名義ではない）の痛車でSUPER GTレースへの参戦を表明[99]。
- 5月29日 -  ニンテンドーDSソフト『13歳のハローワークDS』でゲーム作品デビュー[32]。
- 8月24日 - 第39回星雲賞自由部門の受賞が決定[1]。
- 8月27日 - ビクターエンタテインメントよりアルバムCD『Re:package』がリリース。ミクのイラストや名称などを使用したメジャーレーベルのCDはこれが初めて[32]。
- 8月29日 - クリプトンとセガの共同プロジェクト「SEGA feat. HATSUNE MIKU Project」によるリズムゲーム「初音ミク -Project DIVA-（仮称）」の制作が発表され、カウントダウン開始[22]。
- 9月16日 - クリプトン、待受画像や楽曲を配信する携帯サイト「初音ミクモバイル」（ミクモバ）を開設[32]。
- 10月8日 - 公益財団法人日本デザイン振興会主催による2008年度のグッドデザイン賞を受賞[116]。
- 11月 - 初音ミクが第13回アニメーション神戸賞作品賞・ネットワーク部門を受賞[46]。
- 11月9日 - 「初音ミク GTプロジェクト」のデビュー戦・SUPER GT300最終戦に「初音ミク Studie GLAD BMW Z4」が出走[99]。

2009年
- 3月4日 - 人気楽曲「メルト」などを収録したsupercellのアルバム『supercell』が発売されオリコン週間チャート4位にランクイン[1]。10万枚以上を出荷し日本レコード協会よりゴールドディスクに認定された[32]。
- 5月25日 - 老舗海老菓子製造メーカー「志満秀」がミクを起用した初の食品「初音ミクのネギ入りえびせん『みくせん』」を発売[33]。
- 6月4日 - クリプトン、キャラクターの非営利・無償での利用を一般に許諾する「ピアプロ・キャラクター・ライセンス」を公開[116]。
- 7月2日 - セガよりPSP用ゲーム『初音ミク -Project DIVA-』が発売、後の初音ミクシーンにとって重要な作品となった[166]。
- 8月22日 - さいたまスーパーアリーナで開催されたAnimelo Summer Live 2009にアーティストとして映像出演[116]。イベント（現地）でのライブパフォーマンスはこれが初めて[167]。
- 8月31日 - 東京のSTUDIO COASTにてライブイベント「ミクフェス '09（夏）」が開催され、ステージ上で初めて透過スクリーン（ディラッドボード）を使用した[116]。この形式は後の「ミクの日感謝祭」や「初音ミク ライブパーティ」[67]、「初音ミク マジカルミライ」等でも採用されている[16]。
- 11月21日 - シンガポールで開かれた「アニメフェスティバルアジア2009」にてステージのスクリーンに初音ミクが出演（初の海外公演）[116]。

### 2010年 - 2014年
2010年
- 1月 - 2009年に開校した山口県にある広域通信制・単位制の精華学園高等学校とピアプロのコラボ企画で初音ミクを使った校歌の公募が行われ、応募作品の中から「羽ばたける君へ」が校歌に選ばれる[118]。
- 2月1日 - 「初音ミク GTプロジェクト」のチームオーナーが『Studie GLAD Racing』に代わり新チーム『GOOD SMILE RACING with COX』が設立され、「レーシングミク」が誕生する[99]。
- 2月5日 - 第61回さっぽろ雪まつりにてクリプトンが初音ミクを雪像化・展示したことに因んで「雪ミク」が誕生し、「SNOW MIKU」イベントを併催。毎冬の定番イベントに[32]。
- 3月9日 - ミクの日（3月9日との語呂合わせに由来[143]）に、東京のZepp Tokyoでライブイベント「ミクの日感謝祭 39's Giving Day」を開催[32]。公演を収録したBDは発売初週で約1万枚を売り上げ、オリコンミュージックBDランキングで1位を獲得[168]。
- 4月30日 - クリプトン、追加音源『初音ミク・アペンド』を発売[32]。
- 5月19日 - EXIT TUNESよりコンピレーション・アルバム『EXIT TUNES PRESENTS Vocalogenesis feat.初音ミク』発売。発売初週で2万3千枚を売り上げ、オリコン週間チャートにてボーカルに音声合成ソフトを用いたアルバムとして初となる週間1位を獲得[1]。
- 5月21日 -　初音ミクのイラストと約14,000人の応援メッセージが印刷されたアルミプレートが搭載された金星探査機「あかつき」が H-IIAロケットで打ち上げられた[32]。
- 12月20日 - クリプトン、着うたフルを配信する携帯電話用サイト「初音ミク ボカロサウンド」を開設[33]。

2011年
- 1月8日 - 角川書店の月刊Newtype2011年2月号誌上より『電脳戦機バーチャロン』とのコラボキャラクター「フェイ・イェンHD」が誕生。後に『初音ミク -Project DIVA- extend』でのモジュール化や『スーパーロボット大戦UX』への参戦などのメディアミックスが行われる。
- 1月19日 - EXIT TUNESより発売されたコンピレーション・アルバム『EXIT TUNES PRESENTS Vocalonexus feat.初音ミク』が発売され、オリコン週間チャートにて同シリーズの過去作『Vocalogenesis』に続く2作目の1位獲得[33]。
- 2月11日 - 雪ミクのイベント「SNOW MIKU 2011」に合わせて札幌市電で雪ミクのラッピング車両を運行[33]。同車の車内放送の音声は初音ミクを担当した声優の藤田咲によるもので、後に恒例化する（→雪ミク#SNOW MIKU）。
- 5月4日 - トヨタ自動車の北米地域の統括管理会社トヨタ・モーター・ノースアメリカが、初音ミクを起用したトヨタ・カローラ2011年モデルのCMを公開[32]。海外でも人気を集める[1]。
- 6月25日 - 初音ミクを特集した早川書房のS-Fマガジン8月号の増刷が決定し、1959年の創刊以来初の快挙に[33]。
- 7月2日（現地時間） - アメリカ合衆国・ロサンゼルス（NOKIA Theatre）で開催された『Anime Expo 2011』の一環として、初めての日本国外の単独ライブ「MIKUNOPOLIS in LOS ANGELES」を開催[32]。
- 9月17日 - 幕張メッセで開催された東京ゲームショウ2011にて3DS用リズムゲーム「初音ミク and Future Stars Project mirai」のプロモーション用に製作された「初音ミクの着ぐるみ1号」が登場[100]。威圧感のあるルックスとフリーダムな動きがネット民に受け[56]、後に「ミクダヨー」というネット発のあだ名が正式名称に[100]。
- 10月16日 - 「初音ミク GTプロジェクト」のレーシングチーム「GSR & Studie with TeamUKYO」がSUPER GTの2011年シーズンでシリーズチャンピオンに輝く[117]。
- 11月11日 - シンガポールで開催された「アニメフェスティバルアジア2011」内で、東南アジアでは初[129]となるミクの単独ライブイベント「初音ミク・ライブパーティー 2011 ミクパ♪-39's lives IN SINGAPORE-」を実施[32]。
- 12月16日 - GoogleのウェブブラウザGoogle Chromeの「Google Chromeグローバルキャンペーン」で、初音ミクを起用したCMが公開[32]、ミクを世界へと羽ばたかせた[124]。
- 12月19日 - クリプトン、Youtubeに「初音ミクチャンネル（39ch)」を開設[32]。

2012年
- 3月8日・9日
  - 8日、セガよりニンテンドー3DS専用ゲームソフト『初音ミク and Future Stars Project mirai』が発売[169]。任天堂ハードでの主役ソフトの展開は初めて[170]。
  - 8日・9日にて初音ミクライブ史上（当時）最大規模の大型イベント「ミクの日大感謝祭」開催スタート[169]。両日の公演を収録したBD-BOXは週間BDランキングの総合で初[注 12]となる1位を獲得[169]
- 3月 - 社団法人デジタルメディア協会主催の「第17回 AMD AWARD」で、2011年7月2日にロサンゼルスで開催された「MIKUNOPOLIS in LOS ANGELES」が大賞／総務大臣賞を受賞[118]。
- 6月20日 - カンヌライオンズ 国際クリエイティビティ・フェスティバルで、初音ミクを起用した「Google Chrome」のCMがエンターテインメント部門で銀賞、ダイレクトマーケティング部門で銅賞を受賞[114]。
- 10月2日・6日 - ライブ「初音ミク 香港＆台湾ファーストコンサート "ミクパ♪"」を開催[129]。2日の香港公演において中国で初めてミクのライブが実施された[129]。
- 11月 - 第66回北海道新聞文化賞特別賞を受賞[118]。
- 11月23日 - 東京オペラシティにてシンセサイザーの第一人者・冨田勲の『イーハトーヴ交響曲』 世界初公演に初音ミクがソリストとして出演[171]。以降、冨田の死去（遺作となる追悼コンサート）まで共演することに[32]。
- 12月1日 - ミクを起用した世界初のボカロオペラ「THE END」がYCAMにて初上演[1]。ルイ・ヴィトンがミクの衣装を手掛けた事で話題を呼ぶ[1]。後に欧州諸国でも上演され、成功を収めた[137][138]。
- 12月14日 - クリプトン、公式イラストにクリエイティブ・コモンズ・ライセンスを採用[1]。

2013年
- 4月6日 - フジテレビ系列の音楽番組『ボーカロイド歌謡祭』に出演。これがテレビ番組の初出演となる[要出典]。
- 4月26日 - 明仁天皇・美智子皇后も来場した森美術館10周年記念展「LOVE展：アートにみる愛のかたち―シャガールから草間彌生、初音ミクまで」が9月1日まで開催され、展示にミクも登場[32]。皇后が「これがミクちゃんですか」と発言[172]。
- 5月31日 - マン島TTレースに出場するMIRAIの電動バイク「TT零13」とのコラボで海外出走[173]。初の海外レース参戦。
- 7月 - 情報処理2012年05月号別刷「《特集》CGMの現在と未来: 初音ミク, ニコニコ動画, ピアプロの 切り拓いた世界」が星雲賞を受賞[174]。
- 8月2日 - NTTぷららの映像配信サービスひかりTVで、初めての冠番組『初音ミクの ミクミクメイクミク!』を開始[175]。
- 8月30日 - 横浜アリーナにて「初音ミク「マジカルミライ 2013」」を開催[32]。後に恒例イベントとなり、「SNOW MIKU」と共に初音ミクの2大イベントとも称されるようになる[76]。
- 8月31日 - 『初音ミク V3 ENGLISH』のダウンロード販売を開始[32]。
- 9月26日 - 『初音ミク V3』及びバンドル版を発売[1]。

2014年
- 2月5日～2月11日 - 雪ミクの5周年記念に「SNOW MIKU 2014」が開催され、5回目となる今回から公式テーマソングが設定された他、雪ミクのペット「ラビット・ユキネ」が誕生[76]。期間中には「夏祭初音鑑」から続くライブ「雪祭初音鑑」も併催[76]。
- 3月12日 - BUMP OF CHICKENの配信限定シングル『ray』がリリース。クリプトン社が公式で他ミュージシャンとコラボした初めての例とされる[32]。
- 4月3日 - 太田出版より書籍「初音ミクはなぜ世界を変えたのか？」が発売され、クリプトンら企業のキーパーソンへの緻密な取材を通して音楽論としての初音ミクを展開[1]。初のボカロ音楽史書となった[176]。
- 5月6日～6月3日 - 世界的アーティストであるレディー・ガガの世界ツアー「the Artpop ball」にオープニングアクトとして出演[177]。
- 5月28日・29日 - 後に恒例イベントとなるワールドツアー「MIKU EXPO」開催スタート。インドネシアのジャカルタで初公演を行った後、アメリカのロサンゼルス、ニューヨークでも開催[32]。
- 6月14日 - 舞浜アンフィーシアターで開催されたミュージックビデオの祭典「MTV VMAJ 14」にライブアクトとして登場[1]。
- 7月31日 - 東京ドームで開催されたBUMP OF CHICKENのコンサートツアーファイナルにゲストとして登場し、コラボ楽曲「ray」を共に披露した[171]。
- 10月8日 - アメリカ・CBSの全米地上波放送の人気長寿TV番組「The Late Show with David Letterman」に出演[130]し、全米TVデビューを飾る。
- 11月16日 - 「初音ミク GTプロジェクト」のレーシングチーム「Good Smile Racing & TeamUKYO」が、2度目のSUPER GT300シーズンチャンピオンに輝く[99]。
- 12月20日 - 新千歳空港に複合商業施設「雪ミク スカイタウン」がオープン[177]。

### 2015年 - 2019年
2015年
- 1月16日・17日 - ランティスが主催するアニソンライブイベント「Lantis Festival 2015 in Las Vegas」に初音ミクがトップバッターとして登場[171]。
- 5月20日 - 中国政府主催の国際芸術祭「ミート・イン・北京」で日本から招聘された冨田勲作曲「イーハトーヴ交響曲」で登場[177]。
- 6月4日・5日 - オランダにおける最古最大の舞台芸術祭「オランダフェスティバル（英語版）」で、オペラ「THE END」が招聘再上演[177]。
- 6月27日・28日 - 中国（本土）で初めての単独公演「HATSUNE MIKU EXPO 2015 in Shanghai」を開催[136]。
- 9月4日～6日 - 複合イベント「初音ミク マジカルミライ 2015」が開催され、ライブの聖地・武道館で初めてバーチャルシンガーがライブを行う“快挙”を成し遂げた他、キャロライン・ケネディ駐日米国大使（当時）が来場した[69]。
- 9月23日 - テレビ朝日の音楽番組『ミュージックステーション』の特番『30年目突入! 史上初の10時間SP MUSIC STATION ウルトラFES』に番組史上初のバーチャルシンガーとして初出演[171]。

2016年
- 2月
  - 初音ミクが『日本商品化権大賞2015』のグローバル部門を受賞[177]。
  - 雪ミクが「2017冬季アジア札幌大会」のPRアンバサダー（広報大使）に就任[78]。
- 3月22日 - 「初音ミク」が「NHK交響楽団」の創立90周年記念公演に出演[78]。
- 3月23日～4月10日 - 北米・中国・日本を対象とした世界ツアー「HATSUNE MIKU EXPO 2016」[32]において、初めての日本ツアー「HATSUNE MIKU EXPO 2016 Japan Tour」を開催[177]。
- 4月29日・30日 - 「ニコニコ超会議2016」で超歌舞伎「今昔饗宴千本桜」上演[32]。
- 8月26日 - 東京国際フォーラム会場Aで「初音ミクシンフォニー」が初開催[136]。有名ボカロ楽曲をオーケストラを交えて演奏し、後に恒例イベントになる。
- 8月31日 - 『初音ミク V4X』、『初音ミク V4 ENGLISH』、『初音ミク V4X バンドル』を発売[177]。
- 11月11日・12日 - 東京オーチャードホールで冨田勲 追悼特別公演 冨田勲ｘ初音ミク「ドクター・コッペリウス」に出演[32]。冨田の遺作となる[171]。
- 12月 - 中国の「網易」主催コンテストにて、初音ミクが2016年で最も注目を集めた若者向けキャラクターとして「2016年度最有態度異度偶像」を受賞[78]。

2017年
- 3月 - 農林水産省とコラボし、日本食と食文化の魅力を世界に向けて発信するプロモーション動画を公開[78]。
- 3月4日・5日 - 東京渋谷のNHKホールで「This is NIPPON プレミアムシアター 初音ミク×鼓童 スペシャルライブ」開催[32]。日本の伝統文化とデジタルな演出の融合などが大きな反響を呼び、その後も共演が続いた[171]。
- 3月13日 - 初音ミク×歌舞伎の「今昔饗宴千本桜」が第22回AMDアワード大賞に[120]。
- 7月1日 - 手塚治虫記念館 第71回企画展「初音ミク×手塚治虫展―冨田勲が繋いだ世界―」展[120]。10月23日まで。
- 8月31日
  - 初音ミク、10周年を迎える[120]。
  - 中国語版ライブラリ『初音ミク V4 CHINESE』発売[120]。
  - 恒例事業「千葉市×初音ミクコラボ事業」の初実施。
- 9月1日～3日 - 幕張メッセで「初音ミク マジカルミライ 2017」を開催[32]。生誕10周年とイベント5周年が重なるメモリアルなイベントになった他、テーマ曲「砂の惑星」も大ヒットする[178]。
- 9月15日 - 「Cassette Store Day Japan」公式アンバサダーに就任[101]。
- 11月 - 「HATSUNE MIKU WITH YOU 2017 CHINA FESTIVAL」（中国表記：未来有你）が初開催[78]。後に中国での恒例イベントに。
- 12月 - 初のマレーシアでのライブ「HATSUNE MIKU EXPO 2017 in MALAYSIA」開催[136]。

2018年
- 4月 - TVアニメ『新幹線変形ロボ シンカリオン』にてコラボキャラクター「発音ミク」として出演[78]（劇場版でも続投）。
- 6月・7月 - 「MIKU EXPO 2018 USA & Mexico」をアメリカのロサンゼルス、サンノゼ、ダラス、オースティン、ワシントンD.C.、ニューヨーク、そしてメキシコの首都メキシコシティの7都市で開催。ロス公演はちょうどEXPOの50回目の公演にあたり、サプライズとしてkzが登場[136]。
- 9月 - リアル×バーチャルの新感覚ライブエンタテインメントショー「TOKYO GIRLS COLLECTION Super Live -MATSURI-」に出演[78]。キズナアイなどジャンルを超えた多彩なキャストと共演する。
- 10月 - 「東京150年祭」にメインアクトとして出演し、浜離宮恩賜庭園プロジェクション・マッピングで登場[78]。
- 12月 - 初のヨーロッパツアー「HATSUNE MIKU EXPO 2018 EUROPE」を開催し、パリ、ケルン、ロンドンの3都市を巡業（パリ公演は「ジャポニスム2018」の一環として実施）[78]。

2019年
- 2月
  - 雪ミク10周年（10回目）となる「SNOW MIKU 2019」が開催され、第70回さっぽろ雪まつりにて初音ミクと「バンドリ！ ガールズバンドパーティ！」がコラボした大雪像が設置された他、ライブでは「SNOW MIKU LIVE!」にも出演[179][78]。
  - 北海道の民放5局とNHK札幌放送局による共同キャンペーン『One Hokkaido Project』のキャンペーンソングに参加（→One Hokkaido Project#キャンペーンソング「私たちの道」）。
- 3月 - KEIによる桜ミクのメインビジュアルが設定され、桜ミクグッズの展開がスタート[120]。さらに桜ミクが青森県の「弘前さくらまつり」の公式応援キャラクターとして起用される[104]。
- 5月 - MIKU EXPOの5周年目に台湾＆香港で「MIKU EXPO 2019 in Taiwan & Hong Kong」開催スタート[78]。
- 7月
  - クリプトン、ピアプロキャラクターズの最新情報を発信するアプリ「初音ミク公式ナビ」をリリース[78]。
  - クリプトンがステージプロデュースを担当した中国「BILIBILI MACRO LINK – VISUAL RELEASE 2019」にてミクたちバーチャルシンガーも出演[78]。
- 10月 - 雪ミクが「札幌モーターショー2020」の公式アンバサダーに就任[107]。
- 12月
  - 初音ミクがポカリスエット・公式アンバサダーに就任[105]。
  - 雪ミクがプロバスケ・Bリーグ「ALL-STAR GAME 2020 IN HOKKAIDO」のデジタルアンバサダーに就任[106]。

### 2020年 - 2024年
2020年
- 1月 - 米国最大級の野外音楽祭典「コーチェラ・フェスティバル」への参加が発表[133]。新型コロナで開催中止になり、再開後の2024年に改めて出演[134]。
- 6月 - 東京国立博物館所蔵の重要文化財「小袖 白綾地秋草模様」の修理プロジェクトの一環で、コラボで誕生した「〈冬木小袖〉ミク」のグッズを展開[78]。
- 8月 - 初音ミク公式VRワールド『MIKU LAND』スタート[78]。β版がバーチャルキャスト内に期間限定オープン。
- 8月30日 - 「HATSUNE MIKU Digital Stars 2020 Online」開催スタート[180]。MIKU EXPOのサブイベントとして始まったデジスタの初の単独開催。
- 9月 - 日本政府の新型コロナウイルス感染症対策サポーターに就任。任期は2020年9月9日から2021年3月31日まで。
- 9月21日 - 当年にイベント5周年（5回目）を迎える「初音ミクシンフォニー 5th」開催スタート、[180]。
- 9月30日 - Craft Egg開発のiOSおよびAndroid用ゲームアプリ『プロジェクトセカイ カラフルステージ! feat. 初音ミク』がリリース[180]。
- 10月25日 - 世界文化遺産の富岡製糸場にて『BUNRAKU-beyond人形浄瑠璃×初音ミク「恋娘紬迷宮」』に出演[180]。
- 11月27日 - クリプトンが産業技術総合研究所と共同開発した歌声合成エンジンがベースのソフト「初音ミク NT」がメジャーリリース[180]。
- 12月 - ミクが日本代表アーティストとしてアジア太平洋地域の音楽の祭典「ABUソングフェスティバル」に出演[78]。

2021年
- 4月よりCBCラジオ開局70周年公式イメージキャラクターに起用。これに先駆けて同年1月1日より月曜～金曜日に10分間のミニ番組「RADIO MIKU」の放送を開始した[108]。
- 6月30日 - イギリス・BBCの東京オリンピック放送テーマソング「Tokyo 2020 Olympics」に参加[181]。
- 7月 - アート展「初音ミク・クロニクル」を東京で開催[180]。初期案を元にしたバリエーション「初音ミクif」が登場。
- 12月24日 - 中国でのライブイベント「MIKU WITH YOU」が5周年・5回目の開催を迎える[182]。

2022年
- 4月2日 - 『ズームイン!!サタデー』（日本テレビ制作）のテーマソング「キメラ」に参加。民間放送の情報番組テーマソングに起用されるのは初めて[183]。
- 6月
  - 雪ミク（初音ミク）が札幌市制100周年記念事業のPRアンバサダーに就任[78]。
  - 初音ミクが「弘前ねぷた300年祭」の公式応援キャラクターに就任[78]。
- 8月12日 - 「初音ミク マジカルミライ 10th Anniversary」開催スタート[78]。
- 8月31日 - 初音ミク、15周年を迎える。
- 9月 - 東京国立博物館所蔵の「見返り美人図」修理プロジェクトの一環で、「初音ミク」とコラボした「見返り美人ミク」のグッズを展開[78]。
- 11月
  - 雪ミクのペット、ラビット・ユキネが「利尻島・礼文島PRアンバサダー」に就任[78]。
  - 初音ミクが「150年後の国宝候補」に選出（東京国立博物館創立150年の記念展覧会「150年後の国宝展-ワタシの宝物、ミライの宝物」の企業部門）[78]。
- 12月 - 北海道エアシステム（HAC）にて「雪ミク」ラッピング機（ATR42-600型機、機体記号：JA12HC）を初運用[78]。

2023年
- 2月
  - 日本各地を巡るライブツアー「初音ミク JAPAN TOUR 2023 ～THUNDERBOLT～」開催スタート[78]。
  - 初音ミク16周年を記念したプロジェクト「初音ミク Happy 16th Birthday -Dear Creators-」スタート[78]。
- 8月31日
  - 初音ミク、設定年齢と同じ16歳の誕生日を迎える。
  - ポケモンとの共同プロジェクト「ポケモン feat. 初音ミク Project VOLTAGE 18 Type/Songs」始動[78]。
- 9月10日・11日 - インドで行われたG20ニューデリー・サミット関連の国際プロジェクト「Culture Corridor – G20 Digital Museum」にて、重要文化財の修理プロジェクトの一環で誕生した「ねんどろいど 初音ミク 冬木小袖Ver.」が日本文化を表す作品として展示[78]。
- 12月4日 - 初音ミクが2023年度ネーミング大賞の最優秀賞を受賞[78]。「音楽業界にも多大な影響を与えジャンルを創出した」「海外アーティスト含め数々のコラボを生みだし、商品価値が非常に高い」事などが認められる[121]。

2024年
- 2月
  - 雪ミクの15周年に「SNOW MIKU 2024」を開催。
  - 国内初となるミクの現代アート展「ART OF MIKU」がスタート。
- 3月31日 - 日本武道館で「MIKU FES’24（春）～Happy 16th Birthday～」（ミクフェス）を開催[184]。
- 4月
  - MIKU EXPOの10周年に、4月から5月にかけて北米17都市を巡る「MIKU EXPO 2024 North America」を開催[78]。
  - コーチェラフェスティバルに出演[134]（選出自体は2回目）。
  - 雪ミクが北海道の水環境を守るプロジェクト「北海道e-水プロジェクト」のアンバサダーに就任[78]。
  - 27日 - 28日に国立競技場で開催された『Ado SPECIAL LIVE 2024「心臓」』にてミクがサプライズ出演。
- 5月28日 - MIKU EXPO、北米ツアーの終了時点で「39都市100公演」を達成[135]。
- 7月21・22日 - NIJISANJI ENに所属するVtuber「アイク・イーヴランド」の3Dお披露目配信にミクがサプライズでゲスト出演。
- 8月24日 - 「YouTube Music Weekend 8.0 supported by docomo」Day2にてヘッドライナーとして参加（映像は「マジカルミライ 2023」TOKYO最終日の夜公演。ミク以外の5名も登場）。
- 8月30日 - 初音ミク、鏡音リン、鏡音レン、巡音ルカ、MEIKO、KAITOのパッケージング製品「ピアプロキャラクターズ・スーパーパック」をリリース[39]。
- 9月13日 - 雪ミク&ラビット・ユキネが「札幌観光大使」に就任[78]。
- 9月4日 - 中国で7,998機のドローンで初音ミクのMVを上空に再現し、描かれた「ディスプレイの大きさ」がギネス世界記録を更新。
- 10月14日 - ガンダムシリーズ45周年を記念したコラボプロジェクト「ガンダム45周年×初音ミク」を発表。
- 10月26日 - MIKU EXPO 10周年の一環でヨーロッパ6都市を巡る「MIKU EXPO 2024 Europe」を開催[140]。
- 11月15日 - MIKU EXPO 10周年の一環でオセアニア5都市を巡る南半球初のツアー「MIKU EXPO 2024 New Zealand & Australia」を開催[141]。

### 2025年 - 2029年
2025年
- 1月14日（米国時間）- ゲーム「フォートナイト」及び「フォートナイトFestival」とコラボ。Festivalシーズン7のアイコンとして初音ミクのスキン・アイテム・楽曲などが実装され大きな反響を呼ぶ。
- 1月17日 - 初音ミクを描いた初のアニメ映画「劇場版プロジェクトセカイ 壊れたセカイと歌えないミク」を公開。
- 3月18日 - 「初音ミク NT（Ver.2）」メジャーアップデート版をリリース。
- 5月22日 - 初音ミクが日本を代表するアーティストの一人として国際音楽賞「MUSIC AWARDS JAPAN」のオープニングショーに出演（YMO『RYDEEN』）[185]。
- 5月24日-25日 - 大阪・関西万博にて超歌舞伎を上演。
- 年内（予定） - 「初音ミク V6 AI」をリリース予定。
- 年内（予定） - 初音ミク、初のアジアツアー「MIKU EXPO 2025 ASIA」を開催予定[125]。